# Гоутон
75°23′00″ пн. ш. 89°40′00″ зх. д. / 75.3833° пн. ш. 89.6667° зх. д.
Метеоритний кратер Гоутон розташований на острові Девон, Нунавут (далека північ Канади). Він має близько 23 км в діаметрі і виник близько 39 мільйонів років тому (пізній еоцен). За оцінками, ударний об'єкт мав приблизно 2 км у діаметрі. Сам острів Девон складається з палеозойського сланцю й алевроліту поверх гнейсової основи. Коли кратер утворився, сланці й алевроліт були відкинуті, відкриваючи основу; було виявлено матеріал з глибини 1700 м.

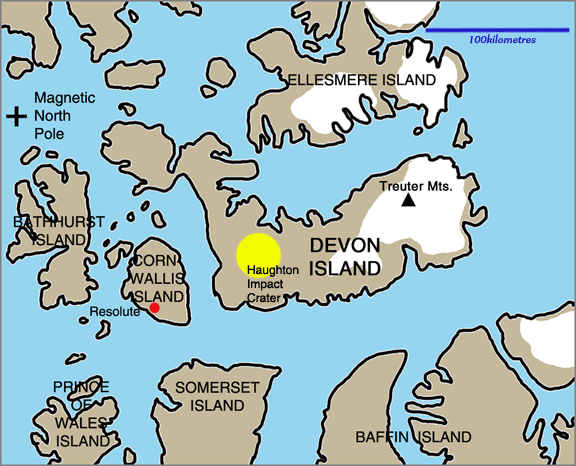
Область острова Девон

Це один із найвищих за широтою (75° пн. ш.) відомих метеоритних кратерів. Температура нижче точки замерзання води протягом більшої частини року та обмежена рослинність, що повільно росте, призводить до дуже малого вивітрювання. З цієї причини Гоутон зберігає багато геологічних особливостей, які більш низькоширотні кратери втратили через ерозію.
Через геологію і клімат Гоутон та його околиці отримали від вчених, що працюють тут, назву «Марс на Землі». Наприклад, центр кратера містить ударну брекчію, яка пронизана вічною мерзлотою, що створює тим самим близький аналог того, що можна очікувати в холодних і вологих місцях у кратері на Марсі.
Міжнародна неурядова організація Інститут Марса і SETI працюють над проєктом «Гоутон — Марс» у цьому місці, яке ніби призначене для перевірки багатьох проблем, пов'язаних з життям і роботою на Марсі. Також тут працює некомерційне Марсіанське товариство, яке має науково-дослідну станцію FMARS і проводить подібні дослідження.